# Nematogenys inermis
Nematogenys inermis (Guichenot, 1848) è un pesce osseo d'acqua dolce, unica specie appartenente alla famiglia Nematogenyidae.

## Descrizione
Il corpo di questo pesce è allungato, simile a quello dei Cobitidae. Ha tre paia di barbigli sul muso. Ha una sola pinna dorsale perché manca la pinna adiposa. La pinna caudale è arrotondata.
La taglia massima è di circa 40 cm.

## Distribuzione e habitat
Questa specie è endemica del Cile tra Valparaíso a nord e Osorno a sud. Attualmente la specie è ridotta a poche località nelle regioni cilene di Concepción, Rancagua e Angol.

## Biologia
Ignota.